# Linda Blair

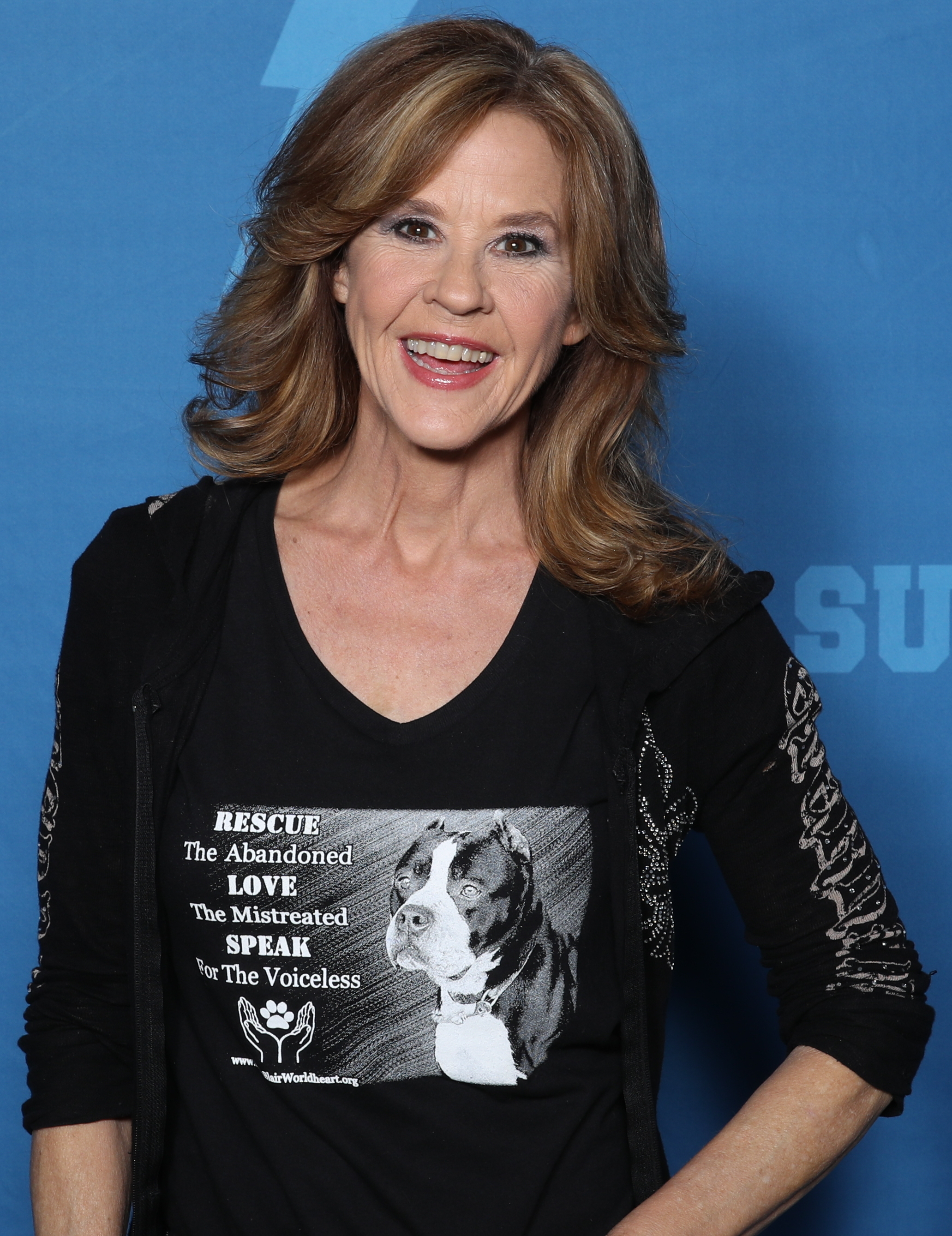
Linda Blair (2018)

Linda Denise Blair (* 22. Januar 1959 in St. Louis, Missouri) ist eine US-amerikanische Schauspielerin und Tierschutz-Aktivistin.

## Leben
Im Alter von sechs Jahren begann Blair zu reiten. Nach einigen kleineren Rollen für Film und Fernsehen wurde sie unter 600 Kandidatinnen für die Rolle des vom Dämon Pazuzu besessenen Kindes in dem äußerst erfolgreichen Horrorfilm Der Exorzist (1973) ausgewählt. Blair erntete eine Oscar-Nominierung für ihre Darstellung, erhielt den Golden Globe Award und wurde zum Weltstar. Die Oscarnominierung blieb allerdings nur bestehen, weil zu spät bekannt wurde, dass es in Wirklichkeit Eileen Dietz war, die in den härtesten Szenen als besessene Regan zu sehen war. Zudem wurde Regan in den besagten Szenen von Mercedes McCambridge nachsynchronisiert. In Deutschland erhielt Blair per Leserwahl 1974 den Bronzenen und 1975 den Silbernen Bravo Otto der deutschen Jugendzeitschrift Bravo.
Dem Schatten dieser Rolle entkam sie jedoch nur mit größter Mühe. Fortan wurde sie vielfach in Filmen des Horrorgenres, als dämonische oder sexuell missbrauchte Frau eingesetzt. Nach den Aufnahmen zu Exorzist II – Der Ketzer (1977) nahm Blair ein Sabbatical und bestritt nationale Reitturniere unter dem Pseudonym „Martha McDonald“. 1978 wandte sie sich unter der Regie von Wes Craven wieder der Schauspielerei zu: in dem Horror-Fernsehfilm Stranger in Our House nach dem Roman von Lois Duncan. 1979 übernahm sie die Hauptrolle in der kanadischen Produktion Wild Horse Hank, in der sie ihr Talent als Reiterin einbringen konnte. Sie spielt ein mutiges Cowgirl, das Mustangs vor Wilderern rettet.
Im Jahre 1990 war sie an der Seite von Leslie Nielsen in der Horrorkomödie Von allen Geistern besessen! zu sehen.
1992 hatte sie mit Bobcat Goldthwait einen Gastauftritt in Eine schrecklich nette Familie. Dabei spielte sie Peggys Cousine Ida Mae und Bobcat Goldthwait ihren Ehemann Zemus. Ebenso hatte sie einen Gastauftritt in MacGyver (Staffel 5, Folge 16 Die Geldwäscher als Jenny Larson).
Nach einer Verurteilung wegen Drogenbesitzes vermochte sich Linda Blair schließlich bis heute als Darstellerin in bescheidenen Filmen und TV-Produktionen zu behaupten.
Im November 2022 nahm Blair als Scarecrow an der achten Staffel der US-amerikanischen Version von The Masked Singer teil. Sie entschied sich, den Wettbewerb freiwillig zu verlassen, bevor verkündet wurde, welche Kandidaten in die zweite Runde ihrer Episode einzogen. Blair erreichte daher insgesamt den fünften Platz.

## Engagement für Tier- und Umweltschutz
Linda Blair beschloss mit 29 Jahren, sich aus Tier- und Umweltschutzgründen vegetarisch zu ernähren. Nach 13 Jahren als Vegetarierin wurde sie vegan, und im Jahre 2001 veröffentlichte sie das Buch Going Vegan!  Linda Blair sitzt im Beraterstab der Meeresschutzorganisation Sea Shepherd. Außerdem unterstützt sie die Tierrechtsorganisationen PETA sowie die Humane Society of America und hat eine eigene Organisation namens Linda Blair Worldheart Foundation gegründet, welche sich gegen Grausamkeiten an Tieren einsetzt.

## Filmografie
- 1968: Hidden Faces (Fernsehserie)
- 1970: The Way We Live Now
- 1971: The Sporting Club
- 1973: Der Exorzist (The Exorcist)
- 1974: Born Innocent (Fernsehfilm)
- 1974: Giganten am Himmel (Airport 1975)
- 1975: Sarah T. – Portrait of a Teenage Alcoholic (Fernsehfilm)
- 1975: Geliebte Geisel (Sweet Hostage, Fernsehfilm)
- 1976: Unternehmen Entebbe (Victory at Entebbe, Fernsehfilm)
- 1977: Exorzist II – Der Ketzer (Exorcist II: The Heretic)
- 1978: Eine tödliche Bedrohung (Stranger in Our House, Fernsehfilm)
- 1979: Roller Boogie
- 1979: Pferdelady (Wild Horse Hank)
- 1980: Ruckus
- 1981: Paranoia (Hell Night)
- 1982: Fantasy Island (Fernsehserie, eine Folge)
- 1982: Love Boat (The Love Boat, Fernsehserie, eine Folge)
- 1982: Laugh Trax (Fernsehserie, eine Folge)
- 1983: Das Frauenlager (Chained Heat)
- 1984: Savage Street – Straße der Gewalt (Savage Streets)
- 1984: Police Patrol – Die Chaotenstreife vom Nachtrevier (Night Patrol)
- 1985: Mord ist ihr Hobby (Murder, She Wrote; Fernsehserie, Folge 1x19: Der Tod kommt mit dem Bus)
- 1985: Red Heat – Unschuld in Ketten (Red Heat)
- 1985: Savage Island
- 1986: Born innocent (TV)
- 1987: Nightforce – Schreckenskommando (Nightforce)
- 1987: SFX Man (SFX Retaliator)
- 1988: Commando Silent Assassins (Silent Assassins)
- 1988: Grotesque
- 1988: Witchcraft – Das Böse lebt (La Casa 4)
- 1988: Ein Mord kommt selten allein (Bersaglio sull’autostrada)
- 1989: Modern Love (Up Your Alley)
- 1989: Monsters (Fernsehserie, eine Folge)
- 1989: Blutige Liebe (Bad Blood)
- 1989: Wings of Freedom (W.B.,Blue and the Bean)
- 1989: Augen der Lust (Bedroom Eyes II)
- 1989: Hoffnung auf Eis (The Chilling)
- 1989: Aunt Millie’s Will (Kurzfilm)
- 1990: MacGyver (Fernsehserie, eine Folge)
- 1990: Der Typ mit dem irren Blick II (Zapped Again!)
- 1990: Von allen Geistern besessen! (Repossessed)
- 1991: Fatal Bond – Das tödliche Prinzip Zufall (Fatal Bond)
- 1992: Ein Arzt unter Verdacht (Dead Sleep)
- 1992: Im Herzen der Lüge (Calendar Girl, Cop, Killer? The Bambi Bembenek Story, Fernsehfilm)
- 1992: Eine schrecklich nette Familie (Married… with Children, Fernsehserie, eine Folge)
- 1992: Perry Mason und die tödliche Hochzeit (Perry Mason: The Case of the Heartbroken Bride, Fernsehfilm)
- 1993: Phone (Kurzfilm)
- 1994: Double Blast
- 1994: Robins Club (Fernsehserie, eine Folge)
- 1994: Skins
- 1995: Magische Kräfte des Bösen (Sorceress)
- 1996: Renegade – Gnadenlose Jagd (Renegade, Fernsehserie, eine Folge)
- 1996: Prey of the Jaguar
- 1996: Scream – Schrei! (Scream)
- 1997: Extreme Ghostbusters (Fernsehserie, eine Folge, Stimme)
- 1997: Marina (Kurzfilm)
- 1998: PSI Factor – Es geschieht jeden Tag (PSI Factor – Chronicles of the Paranormal, Fernsehserie, eine Folge)
- 1999: Godzilla: The Series (Fernsehserie, eine Folge, Stimme)
- 1999: The Blair Bitch Project starring Linda Blair (Kurzfilm)
- 2000: Chicken Soup for the Soul (Fernsehserie, eine Folge)
- 2000: S Club 7: Artistic Differences
- 2000: L.A. 7 (Fernsehserie, neun Folgen)
- 2003: Monster unter uns (Monster Makers, Fernsehfilm)
- 2005: Hitters Anonymous
- 2006: The Powder Puff Principle (Kurzfilm)
- 2006: Teddy Scares (Kurzfilm)
- 2006: Supernatural (Fernsehserie, Folge 2x07: Die üblichen Verdächtigen)
- 2008: All Is Normal
- 2012: An Affair of the Heart
- 2013: Whoa! (Fernsehfilm)
- 2013: WHOA! Comedy Short (Kurzfilm)
- 2023: Der Exorzist – Bekenntnis (The Exorcist: Believer)

### Moderation
- 2000–2006: X-Factor: Die wahre Dimension der Angst